# Енді Роксбург
Енді Роксбург (англ. Andy Roxburgh, нар. 1 серпня 1943, Глазго) — шотландський футболіст, нападник. По завершенні ігрової кар'єри — футбольний тренер.
Як гравець насамперед відомий виступами за клуби «Партік Тісл» та «Фолкерк».

## Кар'єра тренера
Розпочав тренерську кар'єру 1975 року, очоливши тренерський штаб молодіжної збірної Шотландії.
Пізніше став тренером національної збірної Шотландії, під керівництвом якого вона грала на чемпіонаті світу 1990 року та чемпіонаті Європи 1992 року. Загалом же, Енді Роксбург очолював збірну до 1993 року.

## Титули і досягнення
- Чемпіон Європи (U-18): 1982